# Hecken, Haut-Rhin
Hecken là một xã ở tỉnh Haut-Rhin trong vùng Grand Est ở đông bắc Pháp. Xã này có diện tích 2,45 km², dân số năm 1999 là 467 người. Khu vực này có độ cao 300 mét trên mực nước biển.